# Thành phố ngọt ngào
Thành phố ngọt ngào (tiếng Hàn: 달콤한 나의 도시; Romaja: Dalkomhan Naui Doshi) là một bộ phim truyền hình Hàn Quốc 2008. Phim được chiếu trên SBS từ 6 tháng 6 đến 1 tháng 8 năm 2008

## Phân vai
- Choi Kang-hee - Oh Eun Soo
- Lee Sun-kyun - Kim Yeong Su
- Ji Hyun-woo - Yun Tae Oh
- Moon Jung-hee - Nam Yu Hee
- Jin Jae-young - Hae Jae In
- Kim Young-jae - Nam Yu Jun
- Joon Hee-seok - Kwon Yong Kil
- Lee Ho-jae -ba Eun Soo
- Kim Hye-eok - mẹ Eunsoo
- Lee Jeong-kil - Jin Kook